# Берёзка (приток Подыксы)
Берёзка — река в России, протекает по Ивановской и Владимирской областям. Левый приток Подыксы.

## География
Река Берёзка берёт начало у нежилой деревни Пержево Тейковского района Ивановской области. Течёт на юг, пересекает границу Владимирской области. Во Владимирской области течёт по территории Суздальского района. В среднем течении на реке образован крупный Латыревский пруд. Устье реки находится в 14 км от устья Подыксы. Длина реки составляет 14 км.

## Данные водного реестра
По данным государственного водного реестра России относится к Окскому бассейновому округу, водохозяйственный участок реки — Нерль от истока и до устья, речной подбассейн реки — бассейны притоков Оки от Мокши до впадения в Волгу. Речной бассейн реки — Ока.
Код объекта в государственном водном реестре — 09010300812110000032616.